# James Aloysius O’Gorman
James Aloysius O'Gorman (Manhattan, 1860. május 5. – Mount Sinai West, 1943. május 17.) az Amerikai Egyesült Államok szenátora (New York, 1911–1917).